# Kénéfing Traoré
Kénéfing Traoré (* 12. Dezember 1997) ist eine malische Speerwerferin.

## Sportliche Laufbahn
Erste internationale Erfahrungen sammelte Kénéfing Traoré bei den Olympischen Jugendspielen 2014 in Nanjing, bei denen sie mit einer Weite von 41,88 m den siebten Platz im B-Finale belegte. Im Jahr darauf belegte sie bei den Juniorenafrikameisterschaften in Addis Abeba mit 40,96 m Rang vier und wurde mit 11,01 m im Kugelstoßen Achte. 2017 gewann sie bei den Spielen der Frankophonie in Abidjan mit neuem Landesrekord von 49,85 m die Silbermedaille. 2018 erreichte sie bei den Afrikameisterschaften in Asaba mit einem Wurf auf 48,86 m den siebten Platz.

## Persönliche Bestleistungen
- Kugelstoßen: 11,74 m, 9. September 2017 in Ouagadougou
- Speerwurf: 49,85 m, 26. Juli 2017 in Abidjan (Malischer Rekord)